# Монтисело (Луизијана)
Монтисело (енгл. Monticello) насељено је место без административног статуса у америчкој савезној држави Луизијана.

## Демографија
По попису из 2010. године број становника је 5.172, што је 409 (8,6%) становника више него 2000. године.
| Група             | 2000.         | 2010.         |
| Белци             | 1.576 (33,1%) | 691 (13,4%)   |
| Афроамериканци    | 3.041 (63,8%) | 4.305 (83,2%) |
| Азијати           | 47 (1,0%)     | 50 (1,0%)     |
| Хиспаноамериканци | 63 (1,3%)     | 85 (1,6%)     |
| Укупно            | 4.763         | 5.172         |